# Plesiadapidae
Los plesiadápidos (Plesiadapidae) es una familia de mamíferos plesiadapiformes similares a los primates conocidos del período Paleoceno y Eoceno de Norteamérica, Europa y Asia. Los plesiadápidos eran abundantes en los últimos del período Paleoceno y sus fósiles son de uso frecuente para establecer las edades de faunas fósiles.

## Clasificación
McKenna y Bell reconocieron dos subfamilias (Plesiadapinae y Saxonellinae) y un género sin asignar (Pandemonium) dentro de Plesiadapidae. Más recientemente se ha excluido a Saxonella (el único saxonelino conocido) y a Pandemonium de la familia, dejando solo a un Plesiadapinae redundante. Dentro de la familia, Pronothodectes es probablemente el ancestro de los demás géneros, mientras que Plesiadapis puede ser el ancestro directo tanto de Chiromyoides como de Platychoerops.